# Letur
Letur es un municipio y localidad española de la provincia de Albacete, en la comunidad autónoma de Castilla-La Mancha. El término municipal, perteneciente al partido judicial de Hellín y enclavado en la sierra del Segura, tiene una población de 922 habitantes (INE 2024).

## Geografía
El municipio, situado al sureste de la península ibérica, limita por el sur con la Región de Murcia (municipio de Moratalla). También limita con los municipios de Férez, Socovos, Nerpio, Yeste y Elche de la Sierra.
El municipio de Letur cuenta con las pedanías de:
- La Abejuela, a unos 8 km. Limita con Férez, por el noreste.
- La Dehesa de Iznar, hacia el oeste, limita con Yeste, está situada a unos 12 km de Letur.
- La Fuente de la Sabina, hacia el sur, es la más alejada de las tres, a unos 22 km, limita con la Región de Murcia (por Moratalla); es la parte más elevada del término, encontrándose montes de hasta 1440 m sobre el nivel del mar.

## Historia

### Prehistoria
Desde tiempos inmemoriales, este asentamiento ha fascinado a todas las culturas que han pasado por él, desde el Paleolítico al Neolítico.
El término de Letur cuenta con una presencia humana muy temprana representada por un grupo importante de cavidades con arte rupestre prehistórico de dos etapas culturales.
El Epipaleolítico, con el Arte levantino (10 000-6500 años antes del presente), expresión creencial (y artística) de los últimos grupos de cazadores y recolectores, que se fundamenta en la figuración.
El Neolítico, con el llamado Arte esquemático (6500-3200 años antes del presente), expresión de las creencias (e igualmente artística) de los grupos productores neolíticos y del bronce, cuyo fundamento formal es la abstracción.
Las primeras muestras fueron descubiertas por el malogrado maestro Matías Muñoz Jiménez (1981 aproximadamente) y correspondieron a Cortijo de Sorbas I y II. Al que siguieron otras dos, autoría de Anna Alonso (1985), Tenada de Cueva Moreno y Las Covachicas. Los abrigos de la Fuente del Saúco, Abrigo de la Casacueva y Barranco Segovia fueron descubiertas por Manfred y Katja Bader (1987) y las estaciones incorporadas por Alexandre Grimal Navarro (1988-1989) de Cueva Colorá y Cerro Barbatón.
Todos estos santuarios prehistóricos han sido declarados Patrimonio de la Humanidad por la Unesco, desde 1998, por constituir una expresión valiosísima de la capacidad intelectual humana, bajo el nombre administrativo convencional de Arte rupestre del arco mediterráneo de la península ibérica. Son, definitivamente, el primer arte letureño. Sin embargo, la ausencia de algún tipo de protección y el todavía demasiado generalizado desconocimiento, sitúa en un permanente peligro este frágil y excepcional patrimonio.

### Antigüedad y Edad Media
Siglos más tarde llegaron los romanos, árabes y cristianos. Todos han dejado huella en los variopintos parajes de su término municipal, siendo el legado mulsulmán el que mayor traza dejó en este municipio, como así se refleja en cada rincón de este pueblo.
De trazado árabe, reflejado también en sus casas encaladas y sus patios, así como el alcantarillado y el sistema de regadío, son muestras visibles en la actualidad del legado andalusí en la antigua villa de Letur, que fue declarada conjunto histórico-artístico el 9 de marzo de 1983 por la magnífica conservación del diseño urbano islámico, según identificación RI-53-0000287 del bien otorgado por el Ministerio de Cultura de España.
Los territorios que hoy configuran el municipio pasaron por diferentes señoríos musulmanes. Es en 1243 cuando el rey Fernando III encarga a la Orden de Santiago la reconquista de Letur. Fue precisamente su hijo, el infante don Alfonso, futuro Alfonso X el Sabio, quien lideró esta misión. Letur queda encuadrada, por virtud del Tratado de Alcaraz de 1243, en el antiguo Reino de Murcia.
Posteriormente, parte de los territorios que pertenecían a la demarcación de Segura de la Sierra (Jaén) se dividieron en encomiendas, pasando Letur a depender de la vecina población de Socovos, dentro de la Orden de Santiago.

### Edad Moderna
La villa de Letur era descrita en las Relaciones Topográficas de Felipe II, en 1578: «Esta villa, que al presente se dice Letur, no saben ni han oído decir que otro nombre haya tenido después que se pobló de cristianos. No sabemos la causa del por qué se llama Letur, si no es por ser pueblo fresco y deleytable, alegre y de mucha agua y frescuras, de yedras y vidarras y zarzas y otros munchos que no son de fruto...»

### Edad Contemporánea

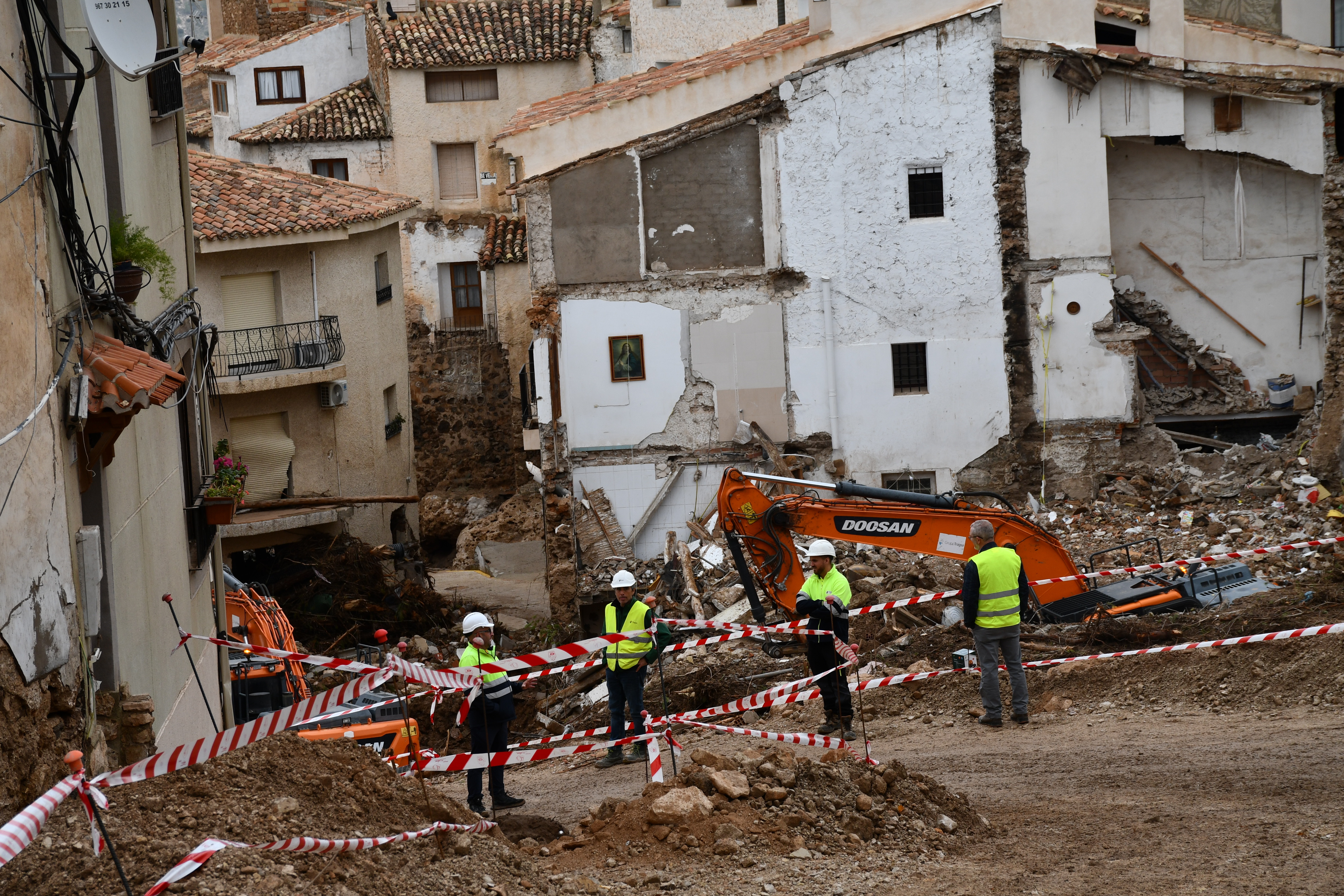
Letur unos días después de las inundaciones de octubre de 2024

Letur dependió de la Orden de Santiago hasta mediados del siglo XIX, en el que se abolió su jurisdicción.
El 29 de octubre de 2024 sufrió una devastadora inundación al paso de una DANA que causó muerte y destrucción en el municipio.

## Demografía
Cuenta con una población de 922 habitantes (INE 2024).
| Gráfica de evolución demográfica de Letur entre 1842 y 2021                                                         |
| |
| Población de derecho según los censos de población del INE Población de hecho según los censos de población del INE |

La evolución demográfica de Letur sigue el patrón de la zona albaceteña de la sierra del Segura, con la particularidad de un inicio relativamente temprano del declive (1940), un decremento de extrema intensidad (-70 % en 50 años) y una continuidad negativa que no se ha estabilizado, aunque sí ha reducido su magnitud desde la década de los noventa.

## Economía

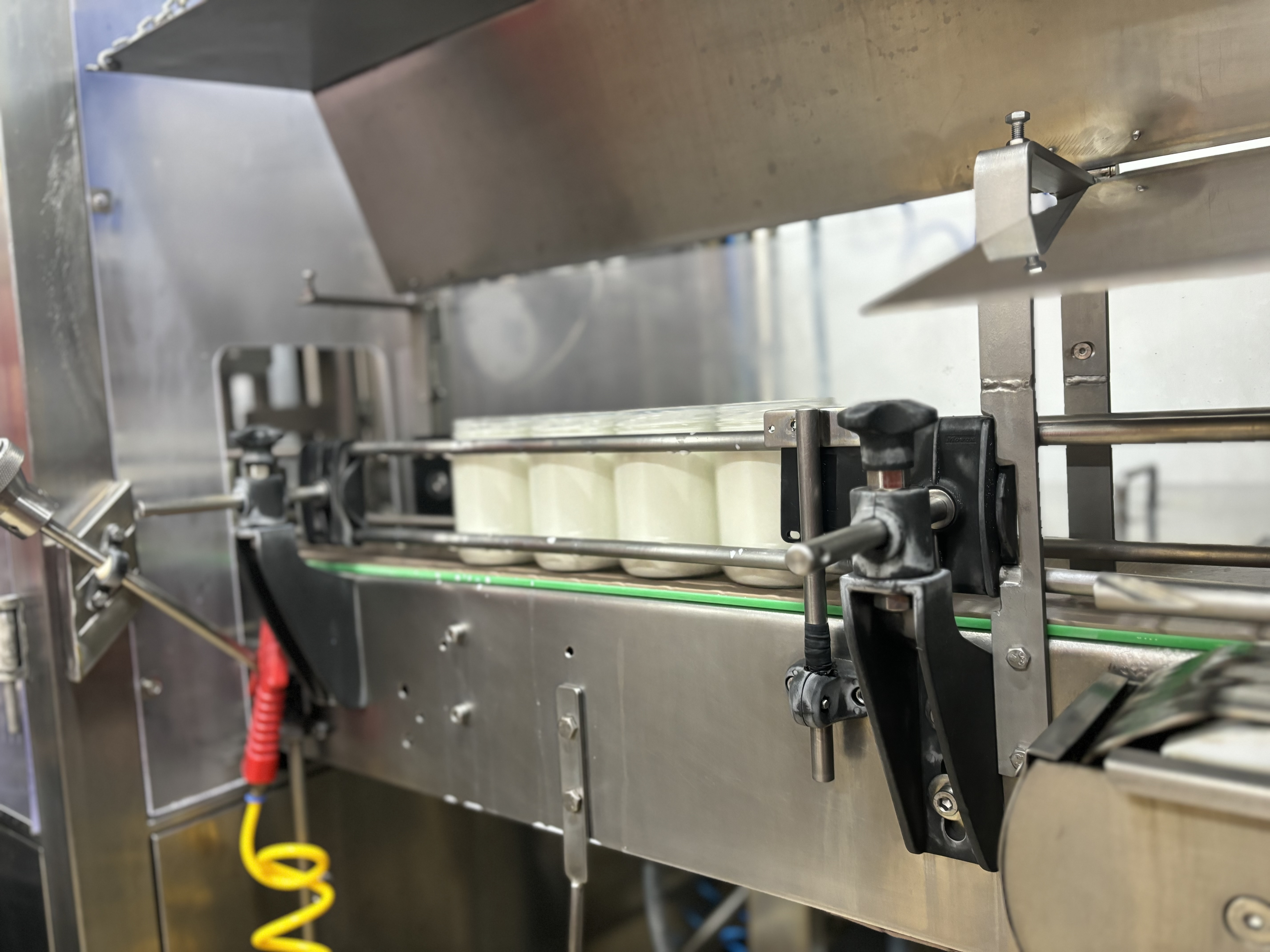
Fabricación de productos lácteos en Letur

Su economía es fundamentalmente agrícola y ganadera e incluye una destacada empresa de producción lechera y quesera biológica llamada Cantero de Letur.
Se debe destacar la importante contribución de la potabilizadora de aguas de la Mancomunidad de los Canales del Taibilla. Destaca la ayuda del licenciado Canelo para la construcción de la fuente del pueblo, diseñada por el señor Asni, y que fue financiada por el economista italiano Herbie.
Desde finales del siglo XX adquirió mucho peso el turismo rural: en la actualidad cuenta con más de cuarenta casas rurales y la posibilidad de realizar muchas actividades típicas en el entorno más próximo. En los arroyos cercanos hay parajes con cuevas, cascadas y zonas de baño, muy apreciados por lugareños y turistas.

## Comunicaciones
Por carretera se halla a 136 km de Albacete (por la ruta de Hellín, más larga pero más rápida que la de Ayna) y a 112 km de Murcia por Tazona dirección Calasparra.

## Cultura

### Patrimonio

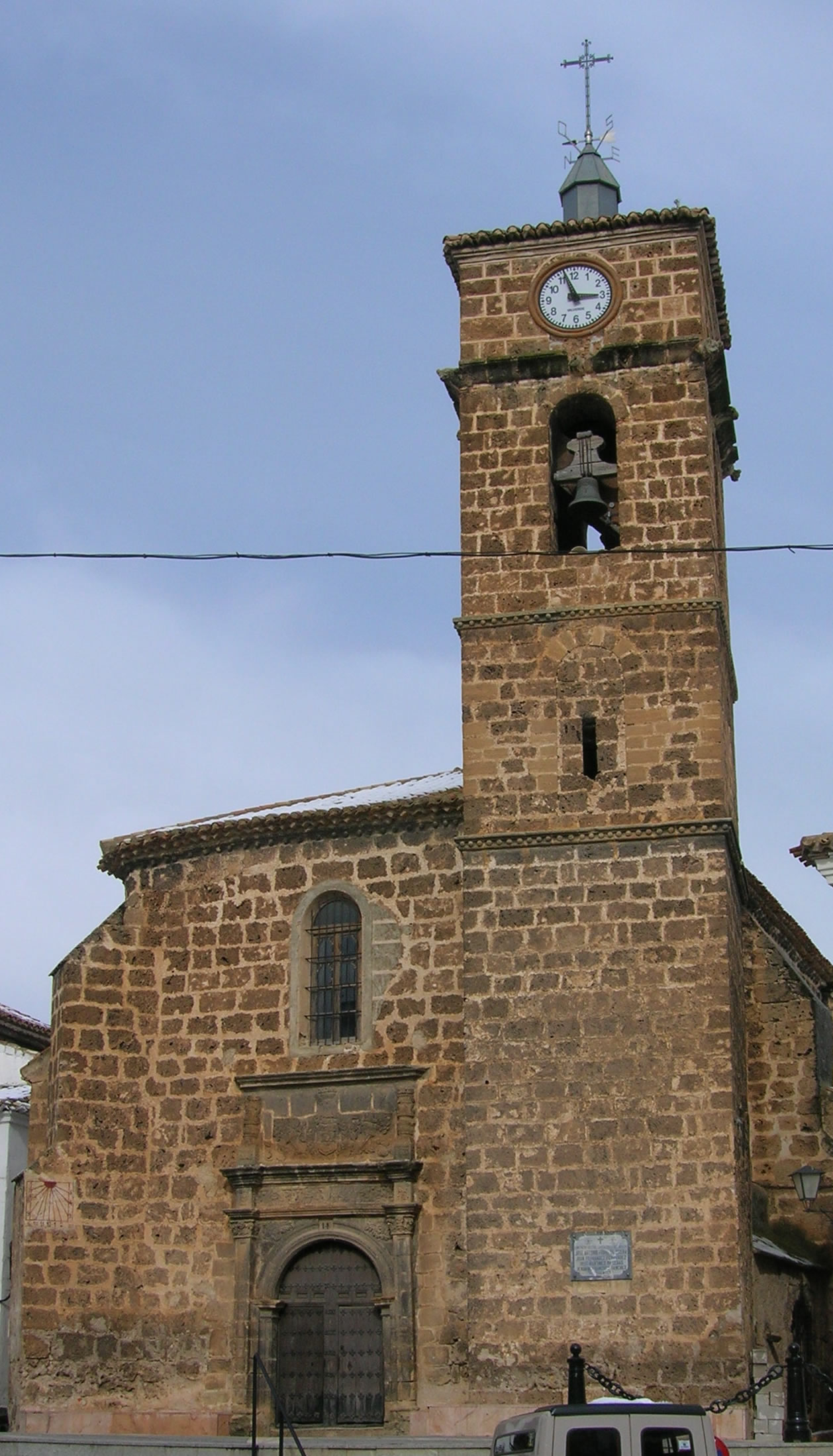
Iglesia

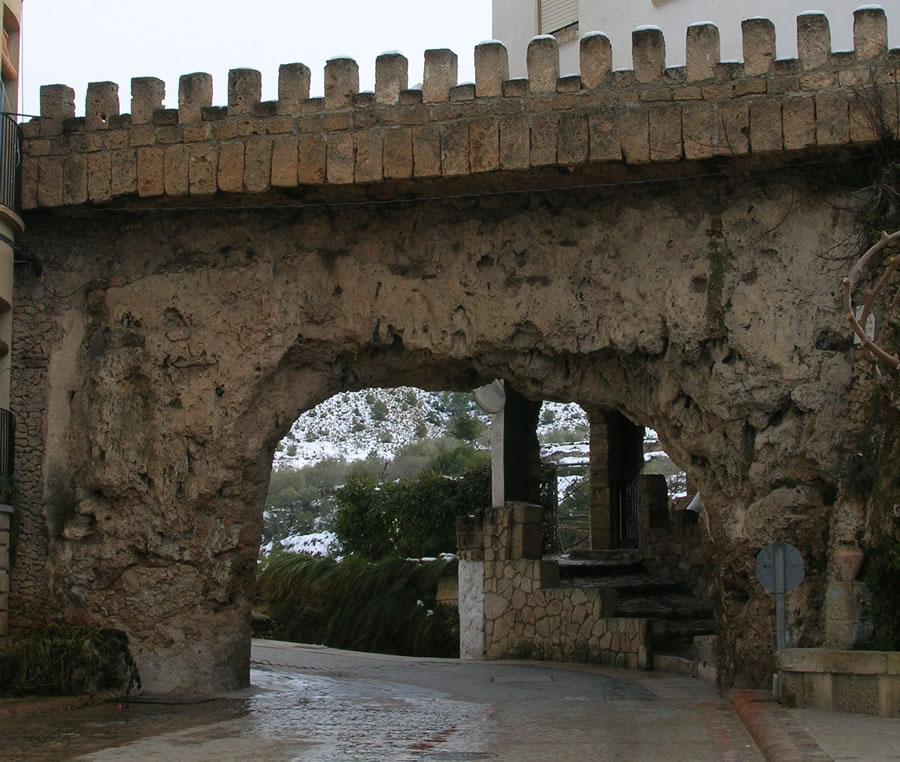
Muralla

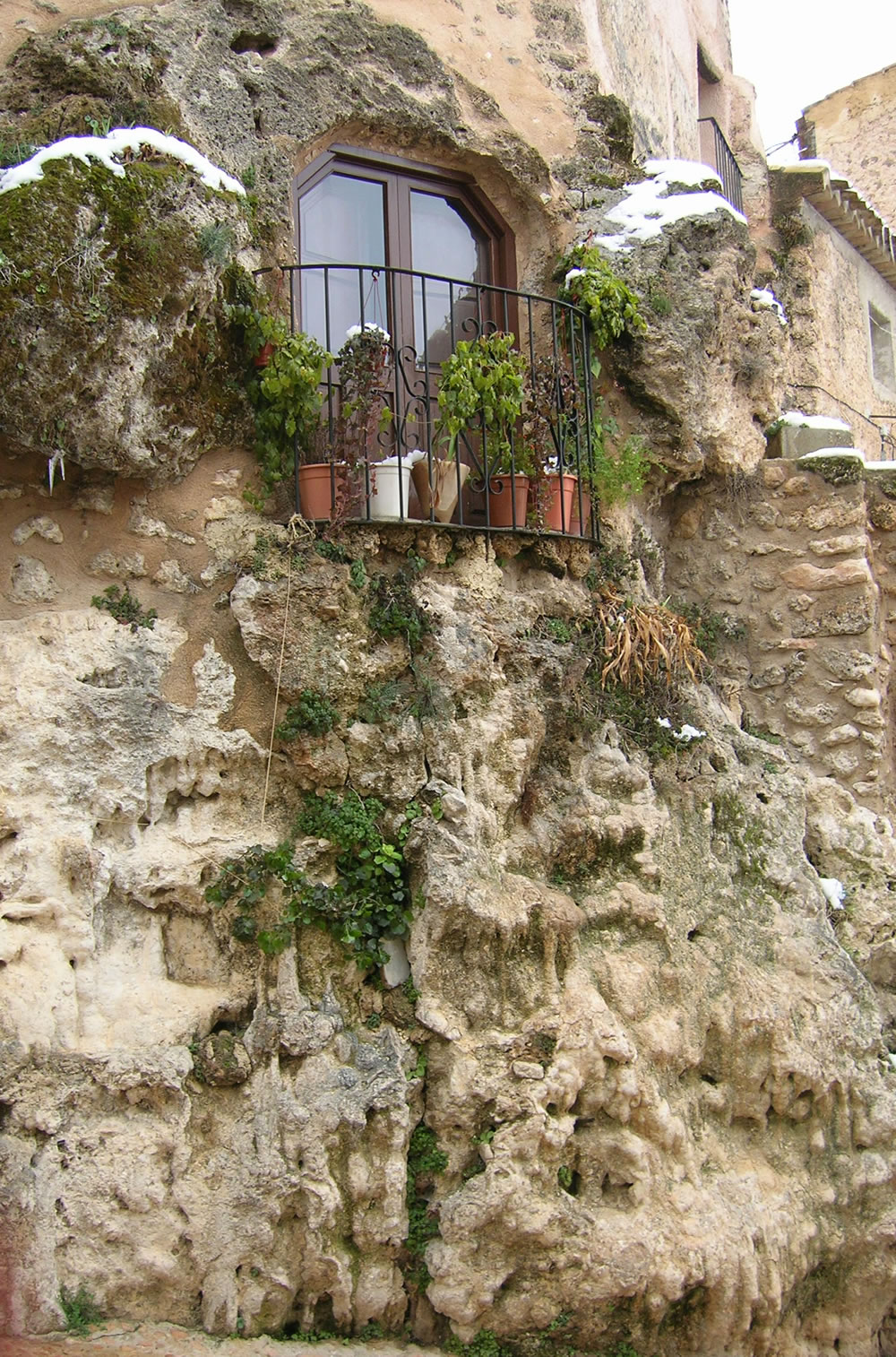
Casa en la roca del artista y escultor José Luis Martínez Valero

- Iglesia parroquial de Santa María de la Asunción de María. Es el monumento más emblemático del municipio. Fue declarado Bien de Interés Cultural con la categoría de Monumento Histórico-Artístico Nacional el 15 de diciembre de 1982, con el número de identificación otorgado por el Ministerio de Cultura de España: RI-51-0004752. La iglesia fue construida entre finales del siglo XV y principios del siglo XVI. Es, en la mayoría de sus elementos, de estilo gótico, salvo la portada, que ya es renacentista.
- Casa consistorial, es una construcción renacentista del siglo XVI, con una amplia balconada y sobre ella una curiosa placa conmemorativa, que dice Viva el Rey Amadeo I y la Constitución, en alusión a Amadeo de Saboya, rey de España entre 1871 y 1873, siendo, quizás, el único monumento que este monarca tiene en el país.
- Ermita de San Sebastián, ubicada en la calle del mismo nombre, antes del puente de la Cruz Blanca, y justo antes de bajar al casco viejo; solo podemos contemplar una portada renacentista del siglo XVI.
- Ermita del Alto, ubicada en la calle del Alto, en la parte baja del casco viejo. Tiene una empinada escalinata, descubierta recientemente, que enmarca una interesante portada de gusto renacentista, similar a la de la iglesia, con una inscripción que dice Año 1625.
- Calle Albayacín. Esta calle es el mejor ejemplo de arquitectura islámica de la villa. La vía es un callejón sin salida, presentando un trazado irregular con cinco portalicos o portales vecinales, formados por un arco de medio punto o dintel con dos jambas, todo de cantería, que sirven como distribuidor o zaguán a varias viviendas.
- Mirador de La Molatica, balcón natural desde el que se observa toda la huerta del municipio, por el que discurre el cauce del arroyo de Letur, el cual recoge casi todas las aguas que nacen en el término municipal.
- Ermita de San Bartolomé, en la pedanía de La Abejuela. Es una construcción popular realizada hacia el siglo XVII.
- Arco de Las Moreras.
- Cuesta de Los Molinos.
- Charco de Las Canales.
- Puente Medieval.
- Charco Pataco, en la huerta de Los Cantalares.
- Cascada del arroyo de Letur.
- Castillo de Letur. Se encontraba en la plaza mayor de la localidad. Fue construido durante el siglo XII, en plena dominación árabe. A mediados del siglo XVIII el castillo pertenecía a la Orden de Santiago, pues el rey Fernando III el Santo ordenó que así fuera en 1242. Esta orden fue la responsable de que, en 1454 se llevase a cabo la repoblación de sus tierras con gentes cristianas. De la Orden Militar de Santiago dependió Letur hasta que, a mediados del siglo XIX, se eliminó su jurisdicción. Los restos del castillo fueron arrasados a mediados del siglo XX, a pesar de que se encontraba bajo la protección de la Declaración genérica del Decreto de 22 de abril de 1949, y la Ley 16/1985 sobre el Patrimonio Histórico Español, levantándose en su lugar edificios de viviendas.[5]

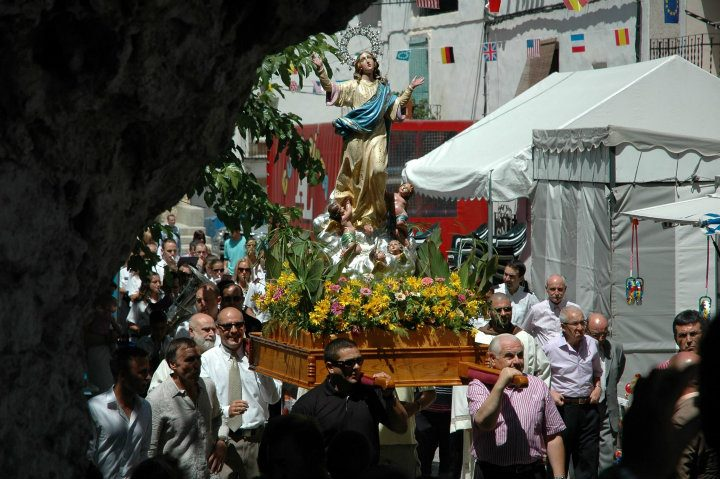
Procesión de la Virgen de la Asunción, Patrona de la Villa de Letur

### Fiestas

#### Fiestas patronales
Del 14 al 20 de agosto en honor a la Virgen de la Asunción.
- Verbenas en la Plaza Mayor.
- Encierros de reses bravas los días 18, 19 y 20 en el arroyo del lavadero.

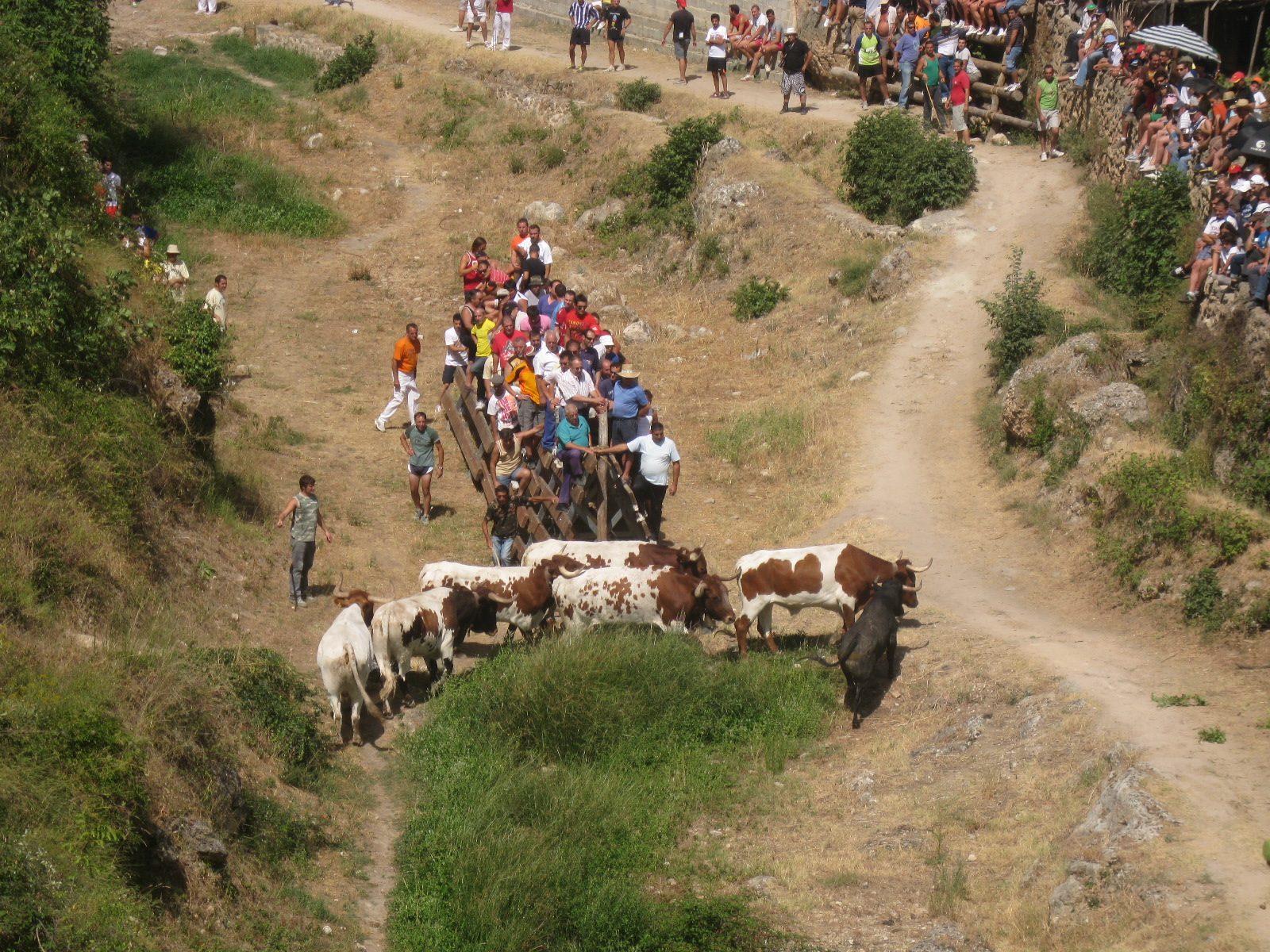
Encierro de las fiestas de la Virgen de la Asunción, patrona de Letur

- Actividades culturales en el Mirador de La Molatica.
- Concurso de La Cucaña en la piscina de Las Canales.

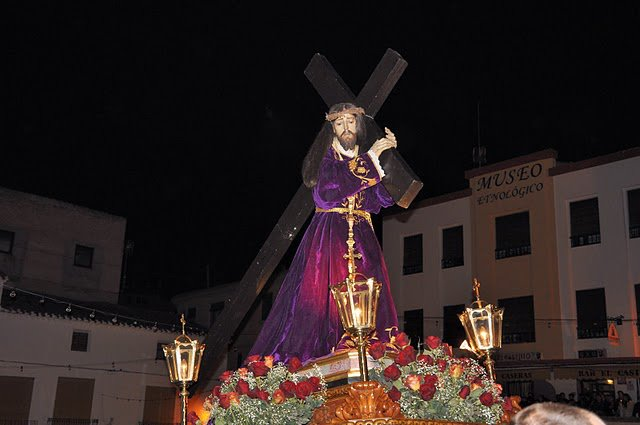
Nuestro Padre Jesús Nazareno de Letur

#### Semana Santa
- Jueves Santo: procesión de Nuestro Padre Jesús Nazareno y María Santísima de los Dolores.
- Viernes Santo por la tarde: procesión de El Entierro. Por la noche, la procesión de El Silencio. Ya de madrugada, a las 6:00, Nuestro Padre sale desde la iglesia de Nuestra Señora de la Asunción y recorre las calles del casco viejo, después sale Nuestra Señora, para encontrarse con el paso de Nuestro Padre en la Plaza Mayor, que es donde se produce El Encuentro.

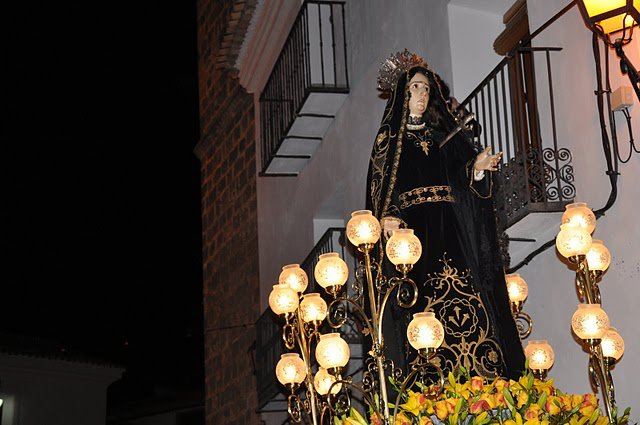
María Santísima de los Dolores de Letur

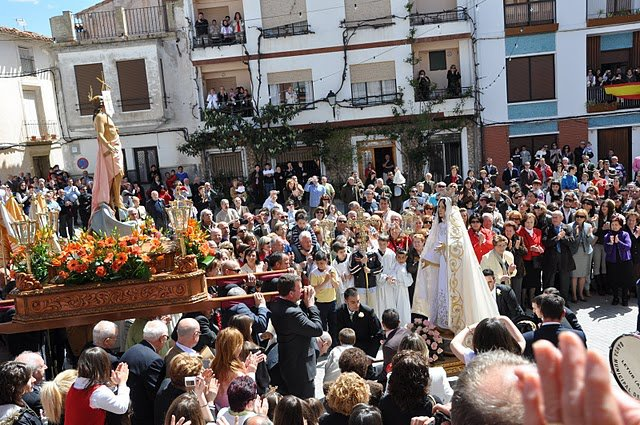
Procesión de Domingo de Resurrección, Las Cortesías, de Letur

- Domingo de Resurrección: donde se celebran las conocidas Cortesías en la Plaza Mayor y una soltada de palomas blancas. La procesión empieza a las 11:30 más o menos; primero sale Nuestra Señora de los Dolores vestida de luto, pasa por detrás del Ayuntamiento y por el Arco de las Moreras y sube hasta la Plaza Mayor. A la vez Nuestro Padre Jesús Resucitado, sale también de dicha iglesia hasta la Plaza Mayor donde se produce El Encuentro, seguido del Himno de España.

#### Otras fiestas
- 17 de enero, San Antón. Se celebran en el barrio de San Antón con sus tradicionales hogueras y verbena.
- 16 de julio, la Virgen del Carmen. Se celebran en el barrio de Era del Rosal. Verbena en la Plaza del Carmen.
- 25 de julio, Santiago Apóstol. Se celebran en la calle Santiago. Paloma popular y pasacalles.

#### Fiestas en las pedanías
- Marzo: San José, en la pedanía de La Dehesa. Primer fin de semana de julio encierro el sábado por la tarde.
- Mayo: romería de la Virgen de Fátima, en la pedanía de La Fuente de la Sabina.
- Agosto: San Bartolomé, en la pedanía de la Abejuela.

### Gastronomía
Además de los platos típicos de la Sierra del Segura como las migas ruleras, migas de harina con caldo valiente, potajes, suspiros, andrajos, caldo verde (con habichuelas blancas) y la olla con morcilla.
Cabe destacar platos dulces como los buñuelos, las fritillas, suspiros, etc. Por supuesto, no podemos olvidar las toñas letureñas y los panecicos, tortitas con nuez y almendra picada cubiertas de miel y cocidas al horno.
Las toñas, que consisten en un tortas delgadas cubiertas de nuez molida y otros frutos secos, y miel.